# Fahrbüchse
Fahrbüchse ist die Bezeichnung für einen mehrfach verschließbaren eisernen Behälter, der eine exakte Kontrolle nach den Vorschriften des Münzgesetzes gewährleistete.
Für alle Kreismünzstätten war die Fahrbüchse vorgeschrieben, in die von jedem Guss (Werk) eine Zainprobe oder Münze eingeworfen werden musste. Die Probe musste mit Datum, Gewicht und Feingewicht versehen sein. Diese Proben wurden auf dem Kreisprobationstag vom Kreiswardein auf die genaue Einhaltung von Schrot und Korn entsprechend des Münzgesetzes geprüft. Die Bestimmungen zur Fahrbüchse und den Kontrollverfahren bzw. die genaue Handhabung der Probenahme enthielten die Augsburger Reichsmünzordnung von 1551 und die Augsburger Reichsmünzordnung von 1559 in der jeweiligen Probationsordnung.
Die Fahrbüchse wurde größtenteils im 17. Jahrhundert abgeschafft; in Sachsen allerdings erst 1844. Sie war auch in anderen Ländern in Gebrauch. In Frankreich und England war sie schon im 13. Jahrhundert nachweisbar.